# Hermann Nehbel

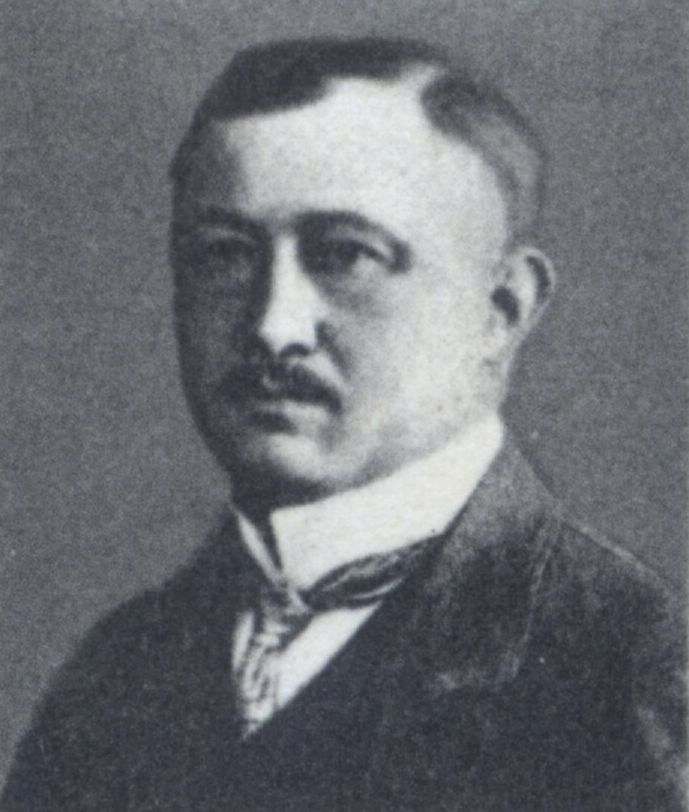
Hermann Nehbel als Reichstagsabgeordneter 1912

Hans Alexander Hermann Nehbel (* 14. Februar 1868 in Salusken, Ostpreußen; † 14. Juli 1922 in Schwarzort) war Rittergutsbesitzer und Mitglied des Deutschen Reichstags.

## Leben
Nehbel besuchte die Gymnasien zu Hohenstein und Wehlau und die Landwirtschaftliche Hochschule Berlin. Nach praktischer und theoretischer Ausbildung war er seit 1890 Besitzer des Familiengutes Salusken. Weiter war er Major der Reserve der Feldartillerie-Schießschule. 1895 heiratete er Katharina Becker.
Er war Mitglied des Preußischen Abgeordnetenhauses von 1905 bis 1918, Mitglied des Provinziallandtags der Provinz Ostpreußen von 1907 bis 1914 und von 1919 bis 1921, Mitglied des Kreistags und des Kreisausschusses, Kreisdeputierter des Kreises Neidenburg, Vorsitzender des Kriegervereins und Kreiskriegerverbandes Neidenburg. Er wurde ausgezeichnet mit dem Roten Adlerorden IV. Klasse, dem Kronenorden III. Klasse und der Landwehr-Dienstauszeichnung I. Klasse.
Von 1907 bis 1918 war er Mitglied des Deutschen Reichstags für den Reichstagswahlkreis Regierungsbezirk Königsberg 8 und die Deutschkonservative Partei.